# La Traversée (film, 2020)
Pour les articles homonymes, voir La Traversée.
Pour plus de détails, voir Fiche technique et Distribution.
La Traversée (Flukten over grensen) est un film familial à suspense norvégien de 2020 réalisé par Johanne Helgeland. Le scénario, écrit par Maja Lunde, est tiré de son roman Over grensen publié avant la production du film. L'intrigue se déroule pendant la Seconde Guerre mondiale et le film suit deux enfants juifs fuyant les nazis en Norvège vers la Suède.
Le film a remporté la catégorie du meilleur film pour enfants lors du prix Amanda 2020 et a également été nommé dans la catégorie du meilleur scénario par Maja Lunde.

## Synopsis
A la veille de Noël 1942, en Norvège, Gerda, une fillette de 10 ans, rêve encore des Trois Mousquetaires, en revêtant une cape et une fausse épée, tandis que son frère Otto, un peu plus âgé, se cache pour assister à des réunions de sympathisants nazis à l'opposé de ce que leurs parents défendent. 
En effet, dans leur cave, leur mère et leur père ont caché deux enfants juifs à l'insu de tous. Lorsque les policiers norvégiens viennent fouiller la maison pour les trouver sans y parvenir, ils arrêtent les parents de Gerda et Otto qui font comprendre à leur fille que "les cadeaux de Noël" doivent être emmenés chez leur Tante Vigdis à Halden, ville frontalière de la Suède.
Il revient donc aux enfants de se débrouiller pour faire traverser la frontière à Daniel et Sarah, les deux enfants juifs, dans le périple le plus éprouvant et émouvant de leur vie...

## Fiche technique
Distribution
Anna Sofie Skarholt (Gerda)
Bo Lindquist-Ellingsen (Otto)
Samson Steine (Daniel)
Bianca Ghilardi-Hellsten (Sarah)
Henrik Siger Woldene (Per, cousin de Gerda et Otto)
Silje Breivik (Tante Vigdis)
Kari Simonsen (Wilhelmine)
Luke Neite (Soldat Herman)
Julius Robin Weigel (Commandant Hans)
Morten Svartveit (Egil)
Thea Borring Lande (Agathe)